# Montreuil-en-Caux
Montreuil-en-Caux là một xã thuộc tỉnh Seine-Maritime trong vùng Normandie miền bắc nước Pháp.

## Dân số
| 1962                                 | 1968 | 1975 | 1982 | 1990 | 1999 | 2006 |
| ------------------------------------ | ---- | ---- | ---- | ---- | ---- | ---- |
| 404                                  | 411  | 349  | 367  | 357  | 380  | 439  |
| Từ năm 1962: Dân số không tính trùng |      |      |      |      |      |      |